# Йосафат (Федорик)
Йосафа́т Йо́сиф Федо́рик (20 грудня 1897, Ярослав, нині Польща — 28 грудня 1979, Стрий) — василіянин, підпільний єпископ Української греко-католицької церкви, доктор богослов'я.

## Життєпис
Йосиф Федорик народився 20 грудня 1897 р. в Ярославі у сім'ї залізничника Романа Федорика та Розалії Раделіцької. Незабаром родина переїхала до Стрия.
У 1918 р. Йосиф закінчив Стрийську гімназію і того ж року вступив до Львівської духовної семінарії, яку закінчив у 1921 р. і відразу вступив до Василіянського Чину, в якому прийняв чернече ім'я Йосафат. Новіціат проходив у Крехівському монастирі. У 1924–1928 рр. вивчав теологію в Римі, здобув ступінь доктора богослов'я. 18 квітня 1926 р. склав довічні чернечі обіти, а 1 січня 1928 р. прийняв священниче рукоположення з рук єпископа Ісаї Пападопулоса. Викладав філософію і богослов'я в Добромильському (1928—1930) і Кристинопільському (1931) монастирях. У 1931–1936 рр. провадив місійну діяльність на Підляшші (був парохом неоунійної парафії в м. Городло та в довколишніх селах). У 1937–1938 рр. був катехитом при Лаврівському монастирі. З 1939 р. — ігумен у Перемишлі. З 1941 р. по 1944 р. був катехитом в українській гімназії у Холмі. З березня 1944 р. — ігумен Золочівського монастиря.
Виступав проти «возз'єднання» УГКЦ з РПЦ, автор листа до Раднаркому УРСР від духовенства Золочівського деканату. 5 вересня 1945 р. — 1-й арешт, вирок за ст. 54-10 ч. 2 КК УРСР на 6 років виправно-трудових робіт. Покарання відбував у Донлагу МВД м. Сталіно. 25 березня 1947 р. — Верховний Суд СРСР скасував вирок. У 1948 р. повернувся до Львова, пройшов бухгалтерські курси, працював бухгалтером у с. Жабиня Зборівського району Тернопільської області та підпільно душпастирював до 1950 року, налагодив контакти з греко-католицьким та римо-католицьким духовенством, надсилав пакунки ув'язненим священикам. У 1950 році знову повернувся до Львова, де працював бухгалтером. 28 березня 1952 р. — 2-й арешт, вирок за ст. 54-1а КК УРСР на 25 років виправно-трудових робіт. Покарання відбував у Воркуті, Новокузнецьку Кемеровської обл., 18 березня 1960 р. — звільнений зі спецпоселення у м. Бішкек (Киргизстан), Караганда (Казахстан).
У 1964 р. таємно хіротонізований єпископом Олександром Хірою як екзарх на Центральну Азію. 1967 р. повернувся до України в м. Трускавець. 1 травня 1974 р. в с. Вільхівці Жидачівського району Львівської області таємно хіротонізував Павла Василика.
Помер 28 грудня 1979 р. в Стрию. Похований біля батьків на Стрийському цвинтарі.